# Giuseppe Tanari
Giuseppe Tanari (Bologna, 25 maggio 1852 – Firenze, 23 dicembre 1933) è stato un politico italiano.

## Biografia
Marchese, figlio di Luigi (1820-1904), fu deputato e senatore. Fu consigliere comunale, assessore e sindaco a Bologna. Alla Camera dei Deputati sedette a destra con i moderati. Realizzò importanti contributi in campo urbanistico e nell'ediliza pubblica. Diede contributi al Comitato per Bologna storico-artistica per i restauri al palazzo di re Enzo, a quello dei Notai, al salone del Podestà, al palazzo d'Accursio. Nell'ultima parte della sua vita aderì al fascismo.